# Mircze
Mircze (ukr. Мірче) – wieś w Polsce położona w województwie lubelskim, w powiecie hrubieszowskim, w gminie Mircze. Leży przy drodze wojewódzkiej nr 844.
W latach 1954–1972 wieś należała i była siedzibą władz gromady Mircze. W latach 1975–1998 miejscowość administracyjnie należała do województwa zamojskiego. 
Wieś jest sołectwem, siedzibą władz gminy Mircze oraz Nadleśnictwa Mircze. Według Narodowego Spisu Powszechnego z roku 2011 wieś liczyła 1450 mieszkańców i była największą co do liczby ludności miejscowością gminy.
Wieś jest siedzibą rzymskokatolickiej parafii Zmartwychwstania Pańskiego.

## Historia
W nocy z 21 na 22 października 1943 oddział Batalionów Chłopskich pod dowództwem Stanisława Basaja „Rysia” spalił część wsi mordując 29 cywilnych Ukraińców – w tym 12 kobiet i 1 dziecko.

## Wspólnoty wyznaniowe
- Kościół rzymskokatolicki:
  - parafia Zmartwychwstania Pańskiego
- Świadkowie Jehowy:
  - zbór Mircze–Miętkie (Sala Królestwa: Miętkie)[14]

We wsi znajdują się pozostałości cmentarza prawosławnego.

## Ludzie związani z miejscowością
- Feliks Dziewicki (ur. 1882), pułkownik kawalerii Wojska Polskiego, kawaler Orderu Virtuti Militari
- Bogusław Kowalski, poseł na Sejm V i VI kadencji, były wiceminister transportu, przewodniczący partii Ruch Ludowo-Narodowy.